# CCTV Központ

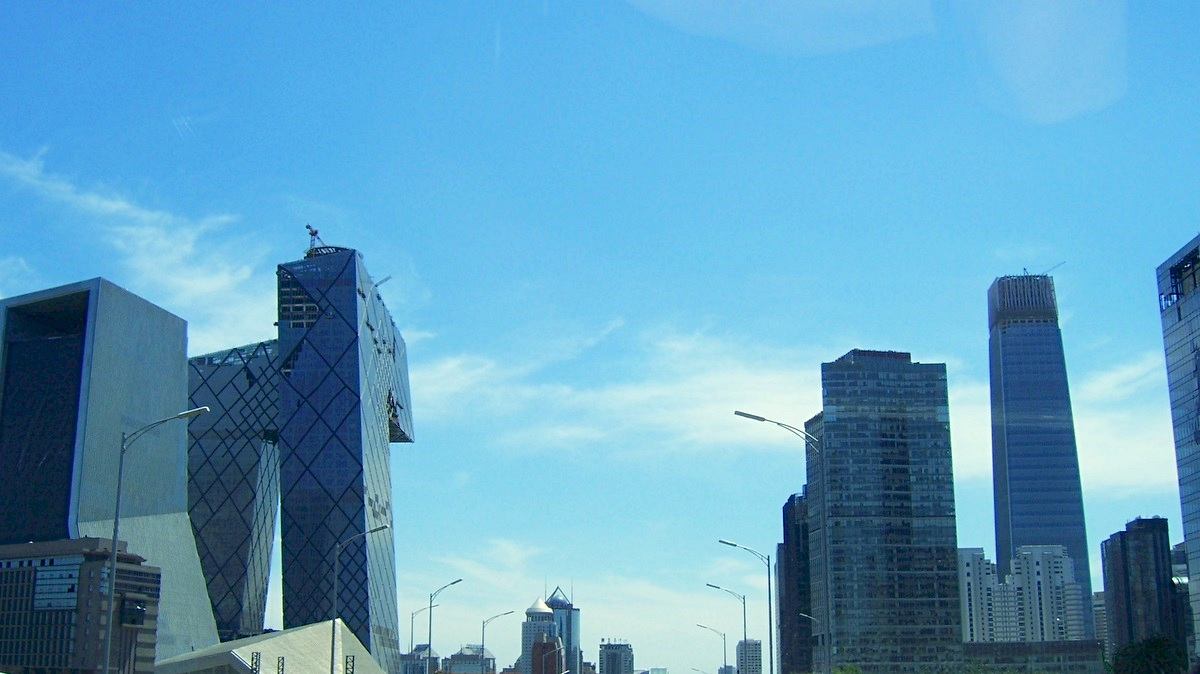
Peking KÜN a CCTV toronnyal és a Kínai Világ Kereskedelmi Központja 3. tornyával (2008. július)

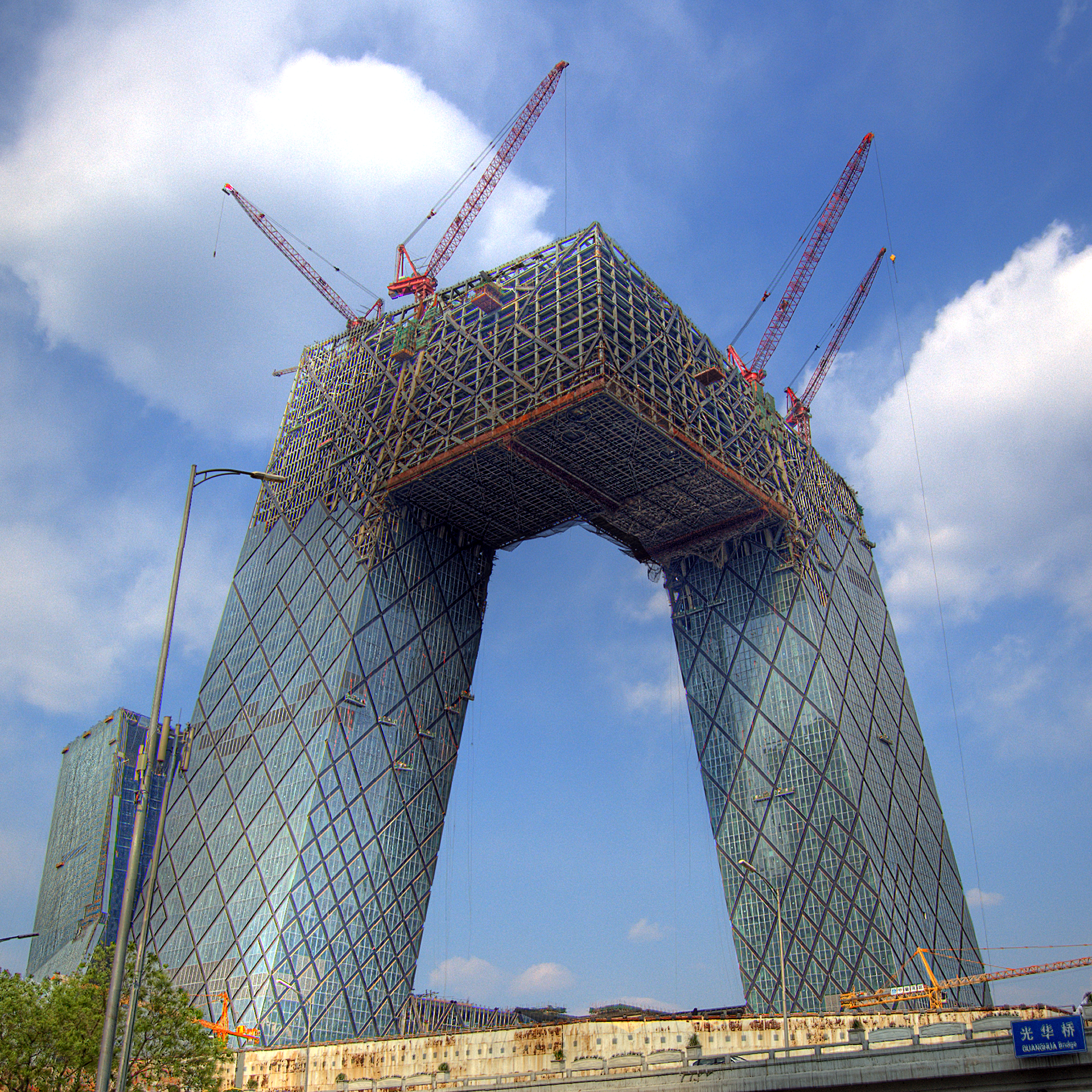
CCTV Központ (2008. április)

A CCTV Központ vagy Kína Központi Televíziójának Központi Épülete (kínaiul: 中央电视台总部大楼) egy felhőkarcoló Peking központi üzleti negyedében. Kína Központi Televíziójának főépülete. Az alapkőletételre 2004. szeptember 22-én került sor, és az épület 2008 decemberében lett teljesen kész.
A 2000-ben Pritzker-díjjal kitüntetett Rem Koolhaas és Ole Scheeren, az Office for Metropolitan Architecture építésze tervezte a felhőkarcolót. Az angol Arup cég biztosította a komplex mérnöki munka tervét. Az Arup cég többek között a Sydney-i Operaházról és a városnézők kedvencéről, a londoni Millennium-hídról híres. 234 méter magas és 51 emelete van.
A főépület nem hagyományos torony, de 6 vízszintes és függőleges részletnek van egy összefüggő hurka, 381 000 négyzetméteren terül el, szabálytalan rácsot képez az épület homlokzata, üres központi résszel. Az építkezésnél figyelembe vették a strukturális kihívást, főleg mert szeizmikus (földrengési) zónában épült. A radikálisan újító alakja miatt a "dà kùchǎ" becenevet kapta (大裤衩), melynek jelentése „nagy alsónadrág”.
Az épületet kettő részletben építették, melyet 2007. december 26-án kötöttek össze. Az éjszaka leghidegebb részében tervezték összekötni a két részt, amikor a két torony azonos hőmérsékletre hűlt le. A CCTV épülete a média park része, mellyel a város képét mozgatták meg. Peking központi üzleti negyedének fő zöld tengelyének meghosszabbításaként helyezkedik el. Az általános szórakoztatást, a kültéri filmezést és a stúdió munkákat szolgálja a hely.
A komplexumban mellette levő épület a Kulturális Televíziós Központ kigyulladt a kínai újév egyik fesztiválján 2009. február 9-én, mielőtt az épület 2009 májusi határidőre elkészült volna. Peking központi üzleti negyedének fő útkereszteződésében rálátni a CCTV toronyra. Az épületet jelenleg átépítik. Peking központi üzleti negyedének 300 új tornya közé tartozik a CCTV székháza. Adminisztrációs munka, hírek közvetítése, rádió-televízióadások készítése és filmgyártás folyik az épületben.